# Aviatori intrepidi
Aviatori intrepidi (Dumb Patrol) è un film del 1964 diretto da Robert McKimson. È un cortometraggio animato della serie Looney Tunes, prodotto dalla Warner Bros. e uscito negli Stati Uniti il 18 gennaio 1964. I protagonisti del cartone animato sono Bugs Bunny e Yosemite Sam con una breve apparizione di Porky Pig. Il corto è ambientato nel 1917 durante la prima guerra mondiale.

## Distribuzione

### Edizione italiana
Esistono due doppiaggi italiani del corto: uno utilizzato negli anni 80' con Franco Latini e l'altro effettuato dalla Time Out con la voce di Massimo Giuliani.